# OMX Stockholm PI
OMX Stockholm PI (ранее SAX All Share) — шведский фондовый индекс. Рассчитывается на Стокгольмской фондовой бирже и включает в себя все акции, торгующиеся на бирже. Индекс начал рассчитываться 31 декабря 1995 года на уровне 100 пунктов.